# Justice Pieds-noirs
Justice Pieds-noirs est un groupe armé d'inspiration nationaliste qui commit en 1974 et 1975 une trentaine d'attentats à la bombe sur le territoire français, dont l'attentat contre l'agence lyonnaise d'Air Algérie le 2 mars 1975 et contre un foyer de la Sonacotra à La Garde le 7 avril 1975,.